# Eleuterio Pagliano

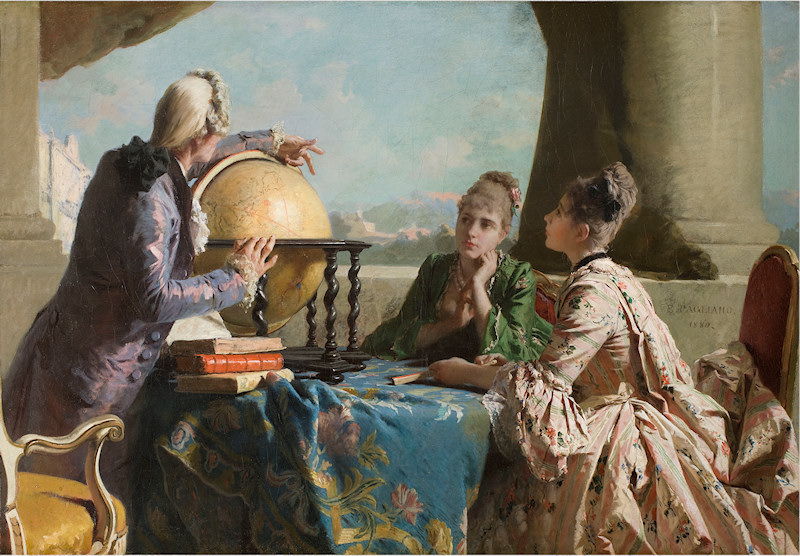
La lezione di geografia, 1880
Gallerie d'Italia, Milano

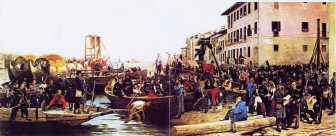
Lo sbarco di Garibaldi e dei suoi Cacciatori delle Alpi a Sesto Calende
Musei Civici, Varese

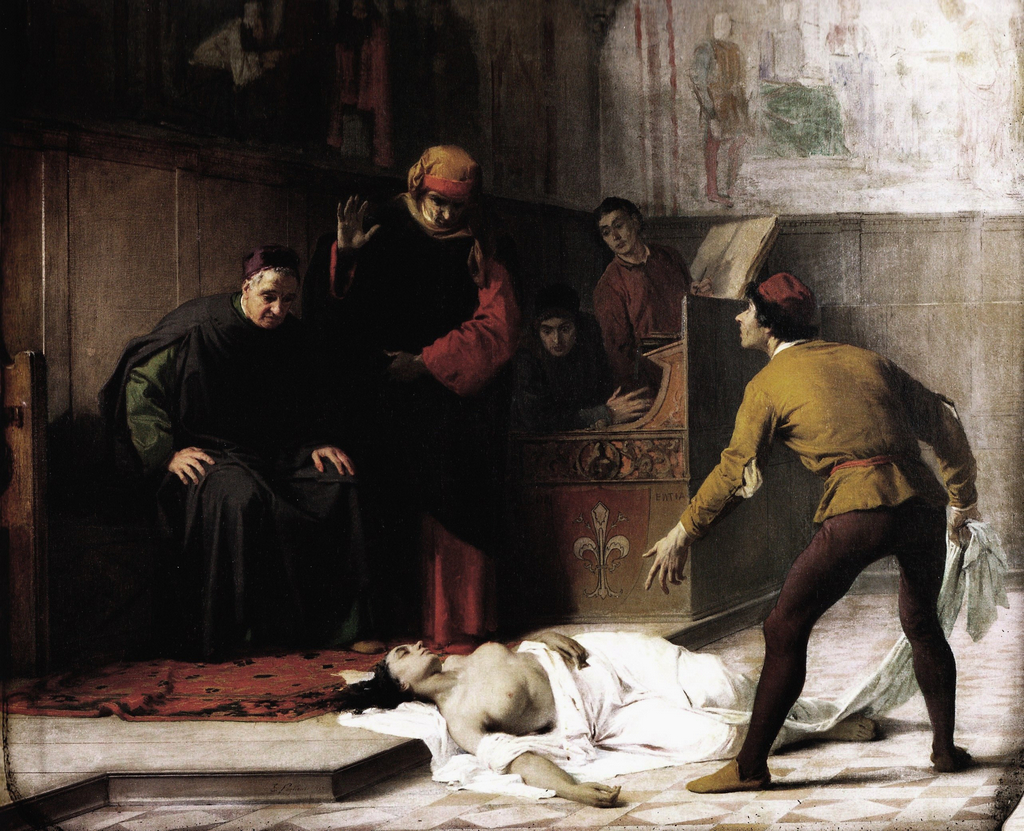
L'origine della Compagnia della Misericordia in Firenze, 1857
Museo Poldi Pezzoli, Milano.

Eleuterio Pagliano (Casale Monferrato, 5 maggio 1826 – Milano, 5 gennaio 1903) è stato un pittore e incisore italiano del periodo romantico.

## Biografia
Nel 1836 è ammesso giovanissimo a frequentare l'Accademia di Belle Arti di Brera. Partecipa alle Cinque Giornate di Milano e nel 1849 si arruola come volontario. Rientrato a Milano nel 1850 presenta con successo i primi dipinti di soggetto storico alle esposizioni braidensi. Risale all'inizio degli anni Cinquanta l'incontro determinante con il pittore napoletano Domenico Morelli, al quale si lega di un'amicizia duratura. Dopo un viaggio di studio lungo la penisola rientra a Milano, ma nel 1859 si arruola nuovamente nei Cacciatori delle Alpi con Garibaldi.
L'esperienza della guerra segna profondamente l'artista che dal 1860 inaugura il suo repertorio tematico distintivo, di carattere storico-patriottico. Parallelamente i suoi mezzi espressivi si rinnovano in direzione di una pittura più libera, condotta en plein air, sulla suggestione delle coeve ricerche di Morelli che, nel 1861, ospite di Pagliano a Milano, esegue una delle sue opere più celebri.

È in questi anni che l'artista inizia la sua attività di incisore acquafortista, dapprima dedicandosi alla riproduzione di propri dipinti e poi alla creazione di pregevoli opere originali.
Nel corso degli anni Settanta partecipa alle principali rassegne espositive nazionali e internazionali, riportando numerosi riconoscimenti, tra cui il prestigioso premio Principe Umberto (1872) e la medaglia d'oro a Parigi (1878). La sua produzione si diversifica con l'esecuzione di ritratti, affreschi e velari per i teatri e, nella maturità, scene di genere in costume settecentesco.
La sua ultima opera impegnativa è dedicata alla rievocazione dell'episodio della morte di Luciano Manara, vissuto in prima persona durante gli scontri romani del 1849.

## Opere
- Affreschi dell'Oratorio di San Clemente in Villa Geno a Como in collaborazione con Giuseppe Bertini.